# 177967 Chouchihkang
177967 Chouchihkang este un asteroid din centura principală de asteroizi.

## Descriere
177967 Chouchihkang este un asteroid din centura principală de asteroizi. A fost descoperit pe 15 august 2006 la Observatorul Lulin de Hong Qin Lin și Ye Quan-Zhi. Asteroidul prezintă o orbită caracterizată de o semiaxă mare de 2,39 ua, o excentricitate de 0,11 și o înclinație de 6,2° în raport cu ecliptica.